# Ulitsa Skobelevskaja
Ulitsa Skobelevskaja (ryska: Улица Скобелевская) är en högbanestation på Butovskaja stadsbanelinje vilken ingår i Moskvas tunnelbanenät.
Stationen öppnades den 27 december 2003 då Butovskajalinjen invigdes. Stationen ligger 9,6 meter över marknivå, har en central plattform, 90 meter lång, och stora vind- och ljudbarriärer på båda sidor. Alla de fyra sydliga stationerna är högbanestationer med nästan identisk utformning, medan linjen är underjordisk från Ulitsa Starokatjalovskaja och norrut. 
Stationen har fått sitt namn efter gatan den ligger vid, i sin tur uppkallad efter hjälten från rysk-turkiska kriget Michail Skobeljev.